# セント・オールバンズ公
セント・オールバンズ公爵（英: Duke of St Albans）は、イングランド貴族の公爵位。1684年にチャールズ2世の庶子チャールズ・ボークラークが叙位されたのに始まる。爵位名はハートフォードシャーの都市セント・オールバンズにちなむ。

## 歴史

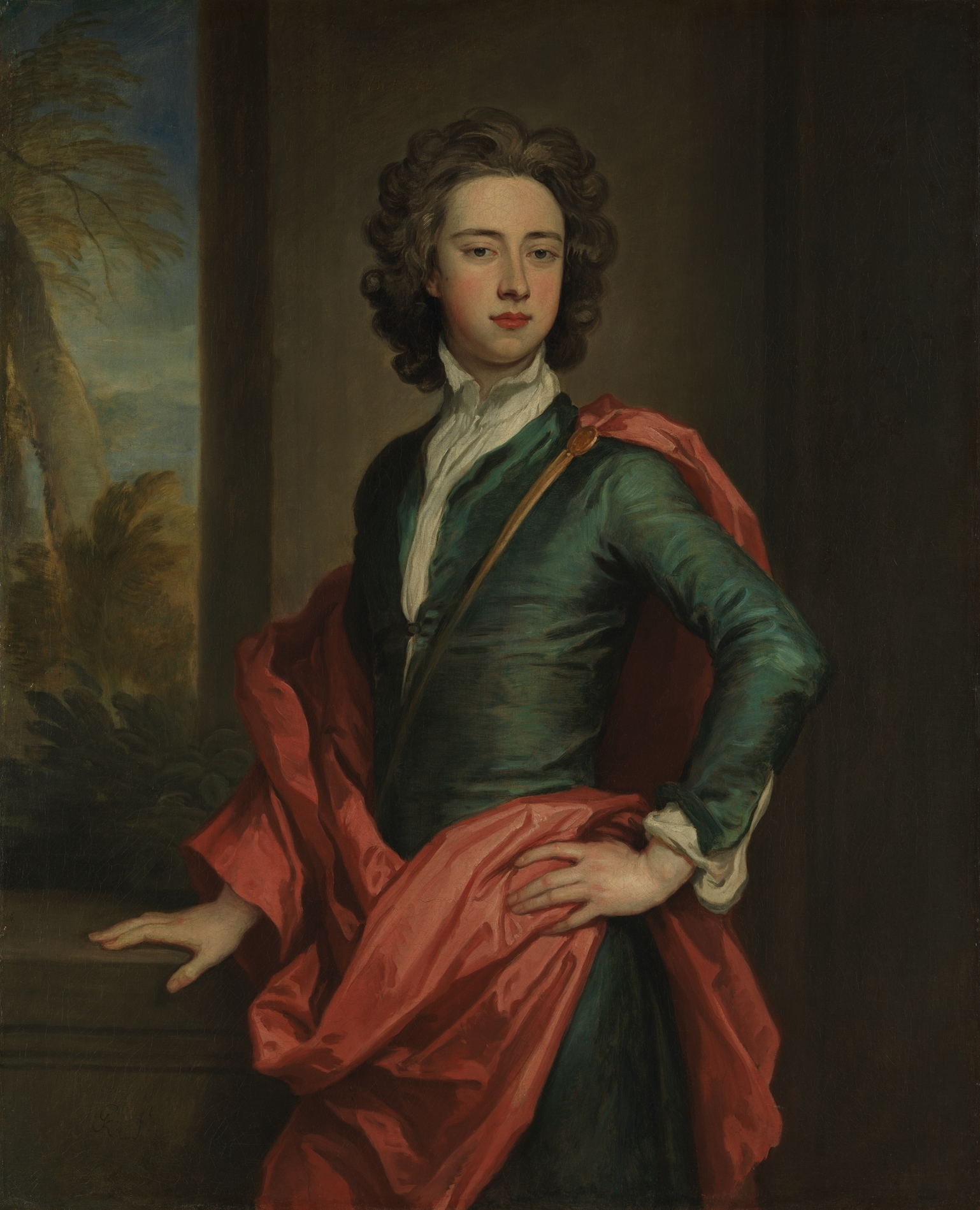
初代セント・オールバンズ公チャールズ・ボークラーク、ゴドフリー・ネラー作。

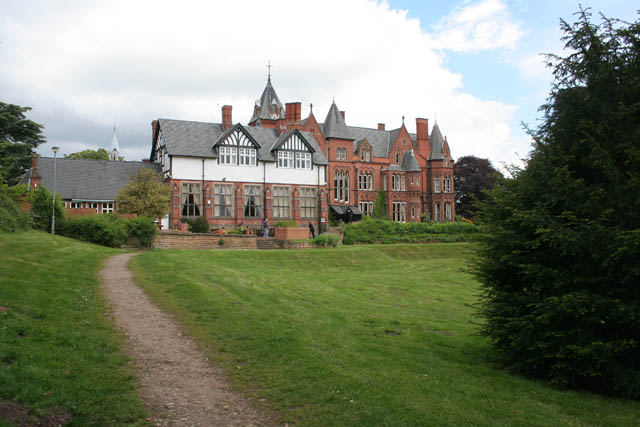
公爵家のかつての邸宅ベストウッド・ロッジ。

1670年5月8日にイングランド王チャールズ2世と愛妾ネル・グウィンの間の庶子として生まれたチャールズは、1676年12月27日にイングランド貴族バーフォード伯爵 (Earl of Burford) とへディントン男爵 (Baron Heddington) に叙位された。この際にボークラーク (Beauclerk) の姓を与えられた。これは英語のSteward（執事）のフランス語形であり、Stewardはスコットランド王室Stewart（スチュアート）の家名の由来である。なのでステュアート王室の血を継ぐことを示した姓だったといえる。またヘンリー1世の碩学王 (Beauclerc) のあだ名にあやかったものでもある。
ついでチャールズ2世の崩御の前年の1684年1月10日には13歳にしてイングランド貴族セント・オールバンズ公爵に叙位された。1687年に死去した母ネルからノッティンガムシャーのベストウッド・パークの土地を相続した。ベストウッドの館は1940年までセント・オールバンズ公爵家の本拠となった。しかし母ネルはチャールズ2世の他の愛妾バーバラ・パーマーやルイーズ・ケルアイユに比べて手当が格段に低く、慈善事業にも熱心だったのでそれほど大きな財産は残さなかった。
1694年にチャールズは第20代オックスフォード伯爵オーブリー・ド・ヴィアーの女子共同相続人ダイアナと結婚したが、オックスフォード伯爵家もこの頃には貧乏貴族であり、さほどの財産獲得にはならなかった。そのためセント・オールバンズ公爵家は貧乏公爵家として知られていた。
初代公の次男ヴィアーは1750年3月28日にグレートブリテン貴族ミドルセックス州ハンワースにおけるハンワースのヴィアー男爵（Baron Vere of Hanworth, of Hanworth in the County of Middlesex）に叙せられたが、その長男である2代男爵オーブリーが5代セント・オールバンズ公爵位を継承したため、以降はヴィアー男爵位が公爵位の従属爵位に加わった。
9代公ウィリアム (1801-1849)は1827年6月に巨万の富を持つ銀行家トマス・クーツの未亡人ハリエット・メロンと結婚した。彼女は公爵よりも24歳も年上であり、財産目当ての結婚だったが、1837年に彼女が死去した時、180万ポンドに及ぶ遺産のほとんどは先夫クーツの孫アンジェラ・バーディットが相続したため、セント・オールバンズ公爵家が相続できたのは6万ポンドに過ぎなかった。しかしそれでも台所事情が苦しかった公爵家の財産はこの相続のおかげで倍になったという。その後9代公はエリザベス・ガビンズ (Elizabeth Gubbins) と再婚。彼女自身は精神異常者ではなかったが、彼女の兄チャールズは精神異常者であり、ガビンズ家の精神異常の遺伝子が公爵家に流れ込むこととなる。
9代公とエリザベスの間の子の10代公ウィリアム・アメリウス（1840-1898）には悪い影響は出なかったが、その子11代公チャールズ（1870-1934）は、精神異常者となり、35歳から死去するまで30年近く精神病院で過ごした。また彼の弟チャールズも放火事件を起こすなど精神異常者に近い状態だった。
11代公の死後は異母弟のオズボーン（1874-1964）が12代公を継承した。彼は精神異常者ではなかったが、奇行が目立った。
12代公が嗣子なく没した後は再従兄弟（8代公ウィリアムに遡っての分流）であるチャールズ（1915-1988）が13代公を継承した。もともと貴族としては家計が苦しかったセント・オールバンズ公爵家は彼の代の1940年にベストウッドの邸宅を売却し、土地を持たない貴族となった。この時点で先祖伝来の財宝として残ったのはチャールズ1世が処刑当日の形見としてロンドン主教ウィリアム・ジャクソン(後のカンタベリー大主教)に残した指輪、ネルの宝石、肖像画数点のみだったという。そのためこれ以降の公爵家はチェルシーの借家住まいとなり、サラリーマンとして生活し「中産階級の公爵」とも呼ばれた。
彼の死後はその息子のマレー（1939-）が爵位を継承した。
セント・オールバンズ公爵家は代々鷹司頭（Great Falconer of England）及び大法官裁判所書記（Hereditary Registrar of the Court of Chancery）を世襲する。
公爵の法定推定相続人は、儀礼称号としてバーフォード伯を称する。バーフォード伯の嫡男はヴィアー卿と呼ばれる。
現在セント・オールバンズ公爵家は所領をもっていない。かつての公爵家本宅は、ノッティンガムシャーのベストウッド、サリーのアッパー・ガットンであった。
公爵家の家訓は『より良き時代の象徴として (Auspicium Melioris Aevi) 』。このモットーは聖マイケル・聖ジョージ騎士団でも採用されている。

## 現当主の保有爵位
現当主である第14代公爵マレー・ド・ヴィアー・ボークラークは以下の爵位を有する。
- 第14代セント・オールバンズ公爵（14th Duke of St Albans）
（1684年1月10日の勅許状によるイングランド貴族爵位）
- 第14代バーフォード伯爵（14th Earl of Burford）
（1676年12月27日の勅許状によるイングランド貴族爵位）
- 第14代ヘディントン男爵（14th Baron Heddington）
（1676年12月27日の勅許状によるイングランド貴族爵位）
- 第11代ミドルセックス州ハンワースにおけるハンワースのヴィアー男爵（11th Baron Vere of Hanworth, of Hanworth in the County of Middlesex）
（1750年3月28日の勅許状によるグレートブリテン貴族爵位）

## 一覧

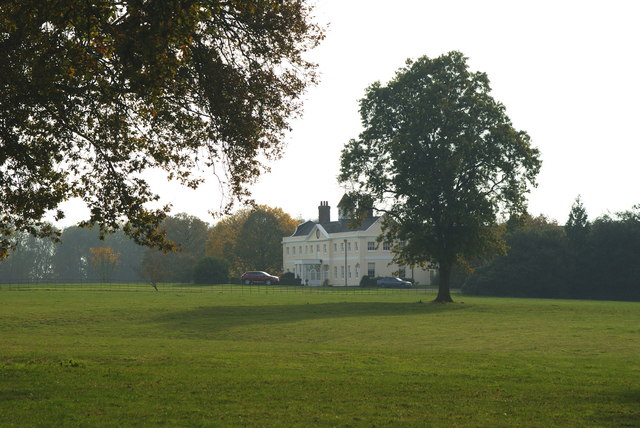
旧邸宅アッパー・ガットン・パーク。ベストウッド同様に現在は公爵家の手を離れている。

### セント・オールバンズ公爵（1684年）
- 初代セント・オールバンズ公爵チャールズ・ボークラーク（1670年 - 1726年）
- 2代セント・オールバンズ公爵チャールズ・ボークラーク（1696年 - 1751年）
- 3代セント・オールバンズ公爵ジョージ・ボークラーク（1720年 - 1786年）
- 4代セント・オールバンズ公爵ジョージ・ボークラーク（1758年 - 1787年）
- 5代セント・オールバンズ公爵オーブリー・ボークラーク（1740年 - 1802年）
- 6代セント・オールバンズ公爵オーブリー・ボークラーク（1765年 - 1816年）
- 7代セント・オールバンズ公爵オーブリー・ボークラーク（1815年 - 1816年）
- 8代セント・オールバンズ公爵ウィリアム・ボークラーク（1766年 - 1825年）
- 9代セント・オールバンズ公爵ウィリアム・オーブリー・ド・ヴィアー・ボークラーク（1801年 - 1849年）
- 10代セント・オールバンズ公爵ウィリアム・アメリウス・オーブリー・ド・ヴィアー・ボークラーク（英語版）（1840年 - 1898年）
- 11代セント・オールバンズ公爵チャールズ・ヴィクター・アルバート・オーブリー・ド・ヴィアー・ボークラーク（1870年 - 1934年）
- 12代セント・オールバンズ公爵オズボーン・ド・ヴィアー・ボークラーク（1874年 - 1964年）
- 13代セント・オールバンズ公爵チャールズ・フレデリック・オードリー・ド・ヴィアー・ボークラーク（英語版）（1915年 - 1988年）
- 14代セント・オールバンズ公爵マレー・ド・ヴィアー・ボークラーク（英語版）（1939年 - ）
  - 現在の法定推定相続人は、14代公爵の長男バーフォード伯爵チャールズ・フランシス・トッパム・ド・ヴィアー・ボークラーク（英語版）（1965年 - ）
    - その法定推定相続人はバーフォード伯の長男ヴィアー卿ジェームズ・ボークラーク（James Malcolm Aubrey Edward de Vere Beauclerk, Lord Vere）（1995年 - ）

### ヴィアー男爵（1750年)
- 初代ヴィアー男爵ヴィアー・ボークラーク（1699年 - 1781年） - 初代セント・オールバンズ公の三男
- 2代ヴィアー男爵オーブリー・ボークラーク（1740年 - 1802年） - 1787年に5代セント・オールバンズ公を継承

## 系図
|  |  |  |  | チャールズ2世 イングランド王           | チャールズ2世 イングランド王           | チャールズ2世 イングランド王           | チャールズ2世 イングランド王           | チャールズ2世 イングランド王           | チャールズ2世 イングランド王           |                                       |                                       | ネル・グウィン                        | ネル・グウィン                        | ネル・グウィン                       | ネル・グウィン                       | ネル・グウィン                       | ネル・グウィン                       |                        |                        |                                         |                                         |                                         |                                         |                                         |                                         |  |  |                                         |                                         |                                         |                                         |                                         |                                         |  |  |                                         |                                         |                                         |                                         |                                         |                                         |  |  |  |  |  |  |  |  |  |  |  |  |  |  |  |  |  |  |  |  |  |  |
|  |  |  |  | チャールズ2世 イングランド王           | チャールズ2世 イングランド王           | チャールズ2世 イングランド王           | チャールズ2世 イングランド王           | チャールズ2世 イングランド王           | チャールズ2世 イングランド王           |                                       |                                       | ネル・グウィン                        | ネル・グウィン                        | ネル・グウィン                       | ネル・グウィン                       | ネル・グウィン                       | ネル・グウィン                       |                        |                        |                                         |                                         |                                         |                                         |                                         |                                         |  |  |                                         |                                         |                                         |                                         |                                         |                                         |  |  |                                         |                                         |                                         |                                         |                                         |                                         |  |  |  |  |  |  |  |  |  |  |  |  |  |  |  |  |  |  |  |  |  |  |
|  |  |  |  |                                        |                                        |                                        |                                        |                                        |                                        |                                       |                                       |                                       |                                       |                                      |                                      |                                      |                                      |                        |                        |                                         |                                         |                                         |                                         |                                         |                                         |  |  |                                         |                                         |                                         |                                         |                                         |                                         |  |  |                                         |                                         |                                         |                                         |                                         |                                         |  |  |  |  |  |  |  |  |  |  |  |  |  |  |  |  |  |  |  |  |  |  |
|  |  |  |  |                                        |                                        |                                        |                                        | 初代セント・オールバンズ公 チャールズ  | 初代セント・オールバンズ公 チャールズ  | 初代セント・オールバンズ公 チャールズ | 初代セント・オールバンズ公 チャールズ | 初代セント・オールバンズ公 チャールズ | 初代セント・オールバンズ公 チャールズ |                                      |                                      | ダイアナ・ド・ヴィアー               | ダイアナ・ド・ヴィアー               | ダイアナ・ド・ヴィアー | ダイアナ・ド・ヴィアー | ダイアナ・ド・ヴィアー                  | ダイアナ・ド・ヴィアー                  |                                         |                                         |                                         |                                         |  |  |                                         |                                         |                                         |                                         |                                         |                                         |  |  |                                         |                                         |                                         |                                         |                                         |                                         |  |  |  |  |  |  |  |  |  |  |  |  |  |  |  |  |  |  |  |  |  |  |
|  |  |  |  |                                        |                                        |                                        |                                        | 初代セント・オールバンズ公 チャールズ  | 初代セント・オールバンズ公 チャールズ  | 初代セント・オールバンズ公 チャールズ | 初代セント・オールバンズ公 チャールズ | 初代セント・オールバンズ公 チャールズ | 初代セント・オールバンズ公 チャールズ |                                      |                                      | ダイアナ・ド・ヴィアー               | ダイアナ・ド・ヴィアー               | ダイアナ・ド・ヴィアー | ダイアナ・ド・ヴィアー | ダイアナ・ド・ヴィアー                  | ダイアナ・ド・ヴィアー                  |                                         |                                         |                                         |                                         |  |  |                                         |                                         |                                         |                                         |                                         |                                         |  |  |                                         |                                         |                                         |                                         |                                         |                                         |  |  |  |  |  |  |  |  |  |  |  |  |  |  |  |  |  |  |  |  |  |  |
|  |  |  |  |                                        |                                        |                                        |                                        |                                        |                                        |                                       |                                       |                                       |                                       |                                      |                                      |                                      |                                      |                        |                        |                                         |                                         |                                         |                                         |                                         |                                         |  |  |                                         |                                         |                                         |                                         |                                         |                                         |  |  |                                         |                                         |                                         |                                         |                                         |                                         |  |  |  |  |  |  |  |  |  |  |  |  |  |  |  |  |  |  |  |  |  |  |
|  |  |  |  |                                        |                                        |                                        |                                        |                                        |                                        |                                       |                                       |                                       |                                       |                                      |                                      |                                      |                                      |                        |                        |                                         |                                         |                                         |                                         |                                         |                                         |  |  |                                         |                                         |                                         |                                         |                                         |                                         |  |  |                                         |                                         |                                         |                                         |                                         |                                         |  |  |  |  |  |  |  |  |  |  |  |  |  |  |  |  |  |  |  |  |  |  |
|  |  |  |  | 第2代セント・オールバンズ公 チャールズ | 第2代セント・オールバンズ公 チャールズ | 第2代セント・オールバンズ公 チャールズ | 第2代セント・オールバンズ公 チャールズ | 第2代セント・オールバンズ公 チャールズ | 第2代セント・オールバンズ公 チャールズ |                                       |                                       | ウィリアム                            | ウィリアム                            | ウィリアム                           | ウィリアム                           | ウィリアム                           | ウィリアム                           |                        |                        | ヴィアー 初代ヴィアー男爵               | ヴィアー 初代ヴィアー男爵               | ヴィアー 初代ヴィアー男爵               | ヴィアー 初代ヴィアー男爵               | ヴィアー 初代ヴィアー男爵               | ヴィアー 初代ヴィアー男爵               |  |  |                                         |                                         |                                         |                                         |                                         |                                         |  |  |                                         |                                         |                                         |                                         |                                         |                                         |  |  |  |  |  |  |  |  |  |  |  |  |  |  |  |  |  |  |  |  |  |  |
|  |  |  |  | 第2代セント・オールバンズ公 チャールズ | 第2代セント・オールバンズ公 チャールズ | 第2代セント・オールバンズ公 チャールズ | 第2代セント・オールバンズ公 チャールズ | 第2代セント・オールバンズ公 チャールズ | 第2代セント・オールバンズ公 チャールズ |                                       |                                       | ウィリアム                            | ウィリアム                            | ウィリアム                           | ウィリアム                           | ウィリアム                           | ウィリアム                           |                        |                        | ヴィアー 初代ヴィアー男爵               | ヴィアー 初代ヴィアー男爵               | ヴィアー 初代ヴィアー男爵               | ヴィアー 初代ヴィアー男爵               | ヴィアー 初代ヴィアー男爵               | ヴィアー 初代ヴィアー男爵               |  |  |                                         |                                         |                                         |                                         |                                         |                                         |  |  |                                         |                                         |                                         |                                         |                                         |                                         |  |  |  |  |  |  |  |  |  |  |  |  |  |  |  |  |  |  |  |  |  |  |
|  |  |  |  | 第3代セント・オールバンズ公 ジョージ   | 第3代セント・オールバンズ公 ジョージ   | 第3代セント・オールバンズ公 ジョージ   | 第3代セント・オールバンズ公 ジョージ   | 第3代セント・オールバンズ公 ジョージ   | 第3代セント・オールバンズ公 ジョージ   |                                       |                                       | チャールズ                            | チャールズ                            | チャールズ                           | チャールズ                           | チャールズ                           | チャールズ                           |                        |                        | 第5代セント・オールバンズ公 オーブリー  | 第5代セント・オールバンズ公 オーブリー  | 第5代セント・オールバンズ公 オーブリー  | 第5代セント・オールバンズ公 オーブリー  | 第5代セント・オールバンズ公 オーブリー  | 第5代セント・オールバンズ公 オーブリー  |  |  |                                         |                                         |                                         |                                         |                                         |                                         |  |  |                                         |                                         |                                         |                                         |                                         |                                         |  |  |  |  |  |  |  |  |  |  |  |  |  |  |  |  |  |  |  |  |  |  |
|  |  |  |  | 第3代セント・オールバンズ公 ジョージ   | 第3代セント・オールバンズ公 ジョージ   | 第3代セント・オールバンズ公 ジョージ   | 第3代セント・オールバンズ公 ジョージ   | 第3代セント・オールバンズ公 ジョージ   | 第3代セント・オールバンズ公 ジョージ   |                                       |                                       | チャールズ                            | チャールズ                            | チャールズ                           | チャールズ                           | チャールズ                           | チャールズ                           |                        |                        | 第5代セント・オールバンズ公 オーブリー  | 第5代セント・オールバンズ公 オーブリー  | 第5代セント・オールバンズ公 オーブリー  | 第5代セント・オールバンズ公 オーブリー  | 第5代セント・オールバンズ公 オーブリー  | 第5代セント・オールバンズ公 オーブリー  |  |  |                                         |                                         |                                         |                                         |                                         |                                         |  |  |                                         |                                         |                                         |                                         |                                         |                                         |  |  |  |  |  |  |  |  |  |  |  |  |  |  |  |  |  |  |  |  |  |  |
|  |  |  |  |                                        |                                        |                                        |                                        |                                        |                                        |                                       |                                       |                                       |                                       |                                      |                                      |                                      |                                      |                        |                        |                                         |                                         |                                         |                                         |                                         |                                         |  |  |                                         |                                         |                                         |                                         |                                         |                                         |  |  |                                         |                                         |                                         |                                         |                                         |                                         |  |  |  |  |  |  |  |  |  |  |  |  |  |  |  |  |  |  |  |  |  |  |
|  |  |  |  |                                        |                                        |                                        |                                        |                                        |                                        |                                       |                                       | 第4代セント・オールバンズ公 ジョージ  | 第4代セント・オールバンズ公 ジョージ  | 第4代セント・オールバンズ公 ジョージ | 第4代セント・オールバンズ公 ジョージ | 第4代セント・オールバンズ公 ジョージ | 第4代セント・オールバンズ公 ジョージ |                        |                        | 第6代セント・オールバンズ公 オーブリー  | 第6代セント・オールバンズ公 オーブリー  | 第6代セント・オールバンズ公 オーブリー  | 第6代セント・オールバンズ公 オーブリー  | 第6代セント・オールバンズ公 オーブリー  | 第6代セント・オールバンズ公 オーブリー  |  |  | 第8代セント・オールバンズ公 ウィリアム  | 第8代セント・オールバンズ公 ウィリアム  | 第8代セント・オールバンズ公 ウィリアム  | 第8代セント・オールバンズ公 ウィリアム  | 第8代セント・オールバンズ公 ウィリアム  | 第8代セント・オールバンズ公 ウィリアム  |  |  |                                         |                                         |                                         |                                         |                                         |                                         |  |  |  |  |  |  |  |  |  |  |  |  |  |  |  |  |  |  |  |  |  |  |
|  |  |  |  |                                        |                                        |                                        |                                        |                                        |                                        |                                       |                                       | 第4代セント・オールバンズ公 ジョージ  | 第4代セント・オールバンズ公 ジョージ  | 第4代セント・オールバンズ公 ジョージ | 第4代セント・オールバンズ公 ジョージ | 第4代セント・オールバンズ公 ジョージ | 第4代セント・オールバンズ公 ジョージ |                        |                        | 第6代セント・オールバンズ公 オーブリー  | 第6代セント・オールバンズ公 オーブリー  | 第6代セント・オールバンズ公 オーブリー  | 第6代セント・オールバンズ公 オーブリー  | 第6代セント・オールバンズ公 オーブリー  | 第6代セント・オールバンズ公 オーブリー  |  |  | 第8代セント・オールバンズ公 ウィリアム  | 第8代セント・オールバンズ公 ウィリアム  | 第8代セント・オールバンズ公 ウィリアム  | 第8代セント・オールバンズ公 ウィリアム  | 第8代セント・オールバンズ公 ウィリアム  | 第8代セント・オールバンズ公 ウィリアム  |  |  |                                         |                                         |                                         |                                         |                                         |                                         |  |  |  |  |  |  |  |  |  |  |  |  |  |  |  |  |  |  |  |  |  |  |
|  |  |  |  |                                        |                                        |                                        |                                        |                                        |                                        |                                       |                                       |                                       |                                       |                                      |                                      |                                      |                                      |                        |                        |                                         |                                         |                                         |                                         |                                         |                                         |  |  |                                         |                                         |                                         |                                         |                                         |                                         |  |  |                                         |                                         |                                         |                                         |                                         |                                         |  |  |  |  |  |  |  |  |  |  |  |  |  |  |  |  |  |  |  |  |  |  |
|  |  |  |  |                                        |                                        |                                        |                                        |                                        |                                        |                                       |                                       |                                       |                                       |                                      |                                      |                                      |                                      |                        |                        | 第7代セント・オールバンズ公 オーブリー  | 第7代セント・オールバンズ公 オーブリー  | 第7代セント・オールバンズ公 オーブリー  | 第7代セント・オールバンズ公 オーブリー  | 第7代セント・オールバンズ公 オーブリー  | 第7代セント・オールバンズ公 オーブリー  |  |  | 第9代セント・オールバンズ公 ウィリアム  | 第9代セント・オールバンズ公 ウィリアム  | 第9代セント・オールバンズ公 ウィリアム  | 第9代セント・オールバンズ公 ウィリアム  | 第9代セント・オールバンズ公 ウィリアム  | 第9代セント・オールバンズ公 ウィリアム  |  |  | チャールズ                              | チャールズ                              | チャールズ                              | チャールズ                              | チャールズ                              | チャールズ                              |  |  |  |  |  |  |  |  |  |  |  |  |  |  |  |  |  |  |  |  |  |  |
|  |  |  |  |                                        |                                        |                                        |                                        |                                        |                                        |                                       |                                       |                                       |                                       |                                      |                                      |                                      |                                      |                        |                        | 第7代セント・オールバンズ公 オーブリー  | 第7代セント・オールバンズ公 オーブリー  | 第7代セント・オールバンズ公 オーブリー  | 第7代セント・オールバンズ公 オーブリー  | 第7代セント・オールバンズ公 オーブリー  | 第7代セント・オールバンズ公 オーブリー  |  |  | 第9代セント・オールバンズ公 ウィリアム  | 第9代セント・オールバンズ公 ウィリアム  | 第9代セント・オールバンズ公 ウィリアム  | 第9代セント・オールバンズ公 ウィリアム  | 第9代セント・オールバンズ公 ウィリアム  | 第9代セント・オールバンズ公 ウィリアム  |  |  | チャールズ                              | チャールズ                              | チャールズ                              | チャールズ                              | チャールズ                              | チャールズ                              |  |  |  |  |  |  |  |  |  |  |  |  |  |  |  |  |  |  |  |  |  |  |
|  |  |  |  |                                        |                                        |                                        |                                        |                                        |                                        |                                       |                                       |                                       |                                       |                                      |                                      |                                      |                                      |                        |                        |                                         |                                         |                                         |                                         |                                         |                                         |  |  | 第10代セント・オールバンズ公 ウィリアム |                                         |                                         |                                         |                                         |                                         |  |  |                                         |                                         |                                         |                                         |                                         |                                         |  |  |  |  |  |  |  |  |  |  |  |  |  |  |  |  |  |  |  |  |  |  |
|  |  |  |  |                                        |                                        |                                        |                                        |                                        |                                        |                                       |                                       |                                       |                                       |                                      |                                      |                                      |                                      |                        |                        |                                         |                                         |                                         |                                         |                                         |                                         |  |  |                                         |                                         |                                         |                                         |                                         |                                         |  |  |                                         |                                         |                                         |                                         |                                         |                                         |  |  |  |  |  |  |  |  |  |  |  |  |  |  |  |  |  |  |  |  |  |  |
|  |  |  |  |                                        |                                        |                                        |                                        |                                        |                                        |                                       |                                       |                                       |                                       |                                      |                                      |                                      |                                      |                        |                        |                                         |                                         |                                         |                                         |                                         |                                         |  |  |                                         |                                         |                                         |                                         |                                         |                                         |  |  |                                         |                                         |                                         |                                         |                                         |                                         |  |  |  |  |  |  |  |  |  |  |  |  |  |  |  |  |  |  |  |  |  |  |
|  |  |  |  |                                        |                                        |                                        |                                        |                                        |                                        |                                       |                                       |                                       |                                       |                                      |                                      |                                      |                                      |                        |                        | 第11代セント・オールバンズ公 チャールズ | 第11代セント・オールバンズ公 チャールズ | 第11代セント・オールバンズ公 チャールズ | 第11代セント・オールバンズ公 チャールズ | 第11代セント・オールバンズ公 チャールズ | 第11代セント・オールバンズ公 チャールズ |  |  | 第12代セント・オールバンズ公 オズボーン | 第12代セント・オールバンズ公 オズボーン | 第12代セント・オールバンズ公 オズボーン | 第12代セント・オールバンズ公 オズボーン | 第12代セント・オールバンズ公 オズボーン | 第12代セント・オールバンズ公 オズボーン |  |  | 第13代セント・オールバンズ公 チャールズ | 第13代セント・オールバンズ公 チャールズ | 第13代セント・オールバンズ公 チャールズ | 第13代セント・オールバンズ公 チャールズ | 第13代セント・オールバンズ公 チャールズ | 第13代セント・オールバンズ公 チャールズ |  |  |  |  |  |  |  |  |  |  |  |  |  |  |  |  |  |  |  |  |  |  |
|  |  |  |  |                                        |                                        |                                        |                                        |                                        |                                        |                                       |                                       |                                       |                                       |                                      |                                      |                                      |                                      |                        |                        | 第11代セント・オールバンズ公 チャールズ | 第11代セント・オールバンズ公 チャールズ | 第11代セント・オールバンズ公 チャールズ | 第11代セント・オールバンズ公 チャールズ | 第11代セント・オールバンズ公 チャールズ | 第11代セント・オールバンズ公 チャールズ |  |  | 第12代セント・オールバンズ公 オズボーン | 第12代セント・オールバンズ公 オズボーン | 第12代セント・オールバンズ公 オズボーン | 第12代セント・オールバンズ公 オズボーン | 第12代セント・オールバンズ公 オズボーン | 第12代セント・オールバンズ公 オズボーン |  |  | 第13代セント・オールバンズ公 チャールズ | 第13代セント・オールバンズ公 チャールズ | 第13代セント・オールバンズ公 チャールズ | 第13代セント・オールバンズ公 チャールズ | 第13代セント・オールバンズ公 チャールズ | 第13代セント・オールバンズ公 チャールズ |  |  |  |  |  |  |  |  |  |  |  |  |  |  |  |  |  |  |  |  |  |  |
|  |  |  |  |                                        |                                        |                                        |                                        |                                        |                                        |                                       |                                       |                                       |                                       |                                      |                                      |                                      |                                      |                        |                        |                                         |                                         |                                         |                                         |                                         |                                         |  |  |                                         |                                         |                                         |                                         |                                         |                                         |  |  | 第14代セント・オールバンズ公 マレー     |                                         |                                         |                                         |                                         |                                         |  |  |  |  |  |  |  |  |  |  |  |  |  |  |  |  |  |  |  |  |  |  |
|  |  |  |  |                                        |                                        |                                        |                                        |                                        |                                        |                                       |                                       |                                       |                                       |                                      |                                      |                                      |                                      |                        |                        |                                         |                                         |                                         |                                         |                                         |                                         |  |  |                                         |                                         |                                         |                                         |                                         |                                         |  |  |                                         |                                         |                                         |                                         |                                         |                                         |  |  |  |  |  |  |  |  |  |  |  |  |  |  |  |  |  |  |  |  |  |  |
|  |  |  |  |                                        |                                        |                                        |                                        |                                        |                                        |                                       |                                       |                                       |                                       |                                      |                                      |                                      |                                      |                        |                        |                                         |                                         |                                         |                                         |                                         |                                         |  |  |                                         |                                         |                                         |                                         |                                         |                                         |  |  | チャールズ バーフォード伯               |                                         |                                         |                                         |                                         |                                         |  |  |  |  |  |  |  |  |  |  |  |  |  |  |  |  |  |  |  |  |  |  |
|  |  |  |  |                                        |                                        |                                        |                                        |                                        |                                        |                                       |                                       |                                       |                                       |                                      |                                      |                                      |                                      |                        |                        |                                         |                                         |                                         |                                         |                                         |                                         |  |  |                                         |                                         |                                         |                                         |                                         |                                         |  |  |                                         |                                         |                                         |                                         |                                         |                                         |  |  |  |  |  |  |  |  |  |  |  |  |  |  |  |  |  |  |  |  |  |  |
|  |  |  |  |                                        |                                        |                                        |                                        |                                        |                                        |                                       |                                       |                                       |                                       |                                      |                                      |                                      |                                      |                        |                        |                                         |                                         |                                         |                                         |                                         |                                         |  |  |                                         |                                         |                                         |                                         |                                         |                                         |  |  | ジェームズ ヴィアー卿                   |                                         |                                         |                                         |                                         |                                         |  |  |  |  |  |  |  |  |  |  |  |  |  |  |  |  |  |  |  |  |  |  |